# Турчинівська сільська рада
Турчинівська сільська рада — колишня адміністративно-територіальна одиниця та орган місцевого самоврядування у Чуднівському і Бердичівському районах Бердичівської округи, Вінницької й Житомирської областей Української РСР та України з адміністративним центром у с. Турчинівка.

## Населені пункти
Сільській раді були підпорядковані населені пункти:
- с. Турчинівка
- с. Княжин

## Населення
Відповідно до результатів перепису населення СРСР, кількість населення ради станом на 12 січня 1989 року становила 993 особи.
Станом на 5 грудня 2001 року, відповідно до перепису населення України, кількість мешканців сільської ради становила 931 особу.

## Склад ради
Рада складалася з 14 депутатів та голови.

### Керівний склад сільської ради
| ПІБ                | Основні відомості                                                               | Дата обрання | Дата звільнення |
| ------------------ | ------------------------------------------------------------------------------- | ------------ | --------------- |
| Коржук Олег Якович | Сільський голова, 1957 року народження, освіта                                  | 26.03.2006   | 31.10.2010      |
| Коржук Олег Якович | Сільський голова, 1957 року народження, освіта середня спеціальна, безпартійний | 31.10.2010   |                 |

Примітка: таблиця складена за даними джерела

## Історія
Створена 4 вересня 1928 року в складі с. Турчинівка та хуторів Михайлівка і Степок Княжинської сільської ради Чуднівського району Бердичівської округи. На 1 жовтня 1941 року х. Степок не перебував на обліку населених пунктів.
Станом на 1 вересня 1946 року сільська рада входила до складу Чуднівського району Житомирської області, на обліку в раді перебувало с. Турчинівка, х. Михайлівка не значився на обліку населених пунктів.
11 серпня 1954 року, відповідно до указу Президії Верховної ради Української РСР «Про укрупнення сільських рад по Житомирській області», підпорядковано с. Княжин ліквідованої Княжинської сільської ради Чуднівського району. 8 червня 1960 року, відповідно до рішення Житомирського облвиконкому № 593 «Про укрупнення деяких сільських рад Чуднівського р-н», до складу ради включено села Малі Коровинці та Судачівка ліквідованої Малокоровинецької сільської ради Чуднівського району.
На 1 січня 1972 року сільська рада входила до складу Чуднівського району Житомирської області, на обліку в раді перебували села Княжин, Малі Коровинці, Судачівка і Турчинівка.
12 серпня 1974 року, відповідно до рішення Житомирського облвиконкому № 342 «Про зміни в адміністративно-територіальному поділі окремих районів області в зв'язку з укрупненням колгоспів», села Малі Коровинці та Судачівка підпорядковані Тютюнниківській сільській раді Чуднівського району.
Ліквідвана 15 січня 2019 року через об'єднання до складу Чуднівської міської територіальної громади Чуднівського району Житомирської області.
Входила до складу Чуднівського (4.09.1928 р., 8.12.1966 р.) та Бердичівського (30.12.1962 р.) районів.